# Liste der Biografien/Wies
Liste der Biografien |
Portal Biografien |
Personensuche
# |
A |
B |
C |
D |
E |
F |
G |
H |
I |
J |
K |
L |
M |
N |
O |
P |
Q |
R |
S |
T |
U |
V |
W |
X |
Y |
Z |
?
 
Wa |
Wc |
Wd |
We |
Wh |
Wi |
Wj |
Wl |
Wn |
Wo |
Wr |
Ws |
Wt |
Wu |
Ww |
Wy |
Wz
 
Wia |
Wib |
Wic |
Wid |
Wie |
Wif |
Wig |
Wih |
Wii |
Wij |
Wik |
Wil |
Wim |
Win |
Wio |
Wip |
Wir |
Wis |
Wit |
Wiv |
Wiw |
Wix |
Wiz
 
Wiea |
Wieb |
Wiec |
Wied |
Wief |
Wieg |
Wieh |
Wiej |
Wiek |
Wiel |
Wiem |
Wien |
Wiep |
Wier |
Wies |
Wiet |
Wiev |
Wiew |
Wiey |
Wiez
Die Liste der Biografien führt alle Personen auf, die in der deutschsprachigen Wikipedia einen Artikel haben. Dieses ist eine Teilliste mit 449 Einträgen von Personen, deren Namen mit den Buchstaben „Wies“ beginnt.

## Wies
- Wies, Ernst W. (1922–2012), deutscher Historiker und Autor
- Wies, Gerhard (* 1961), deutscher Behindertensportler

### Wiesa
- Wiesand, Andreas Johannes (* 1945), deutscher Kulturwissenschaftler
- Wiesand, Georg Friedrich (1777–1842), sächsischer Jurist, Rittergutsbesitzer und Politiker
- Wiesand, Georg Stephan (1736–1821), deutscher Rechtswissenschaftler
- Wiesand, Georg Wilhelm (1835–1893), preußischer Landrat, Rittergutsbesitzer und Parlamentarier
- Wiesand, Paul (1836–1901), deutscher Reichsgerichtsrat
- Wiesand, Wilhelm (1860–1919), preußischer Landrat

### Wiesb
- Wiesbauer, Stephan (* 2000), österreichischer Handballspieler
- Wiesbaur, Johann Baptist (1836–1906), österreichischer Geistlicher und Botaniker
- Wiesberg, Wilhelm (1850–1896), österreichischer Schriftsteller und Volkssänger
- Wiesberger, Bernd (* 1985), österreichischer GolferBernd Wiesberger (* 1985)

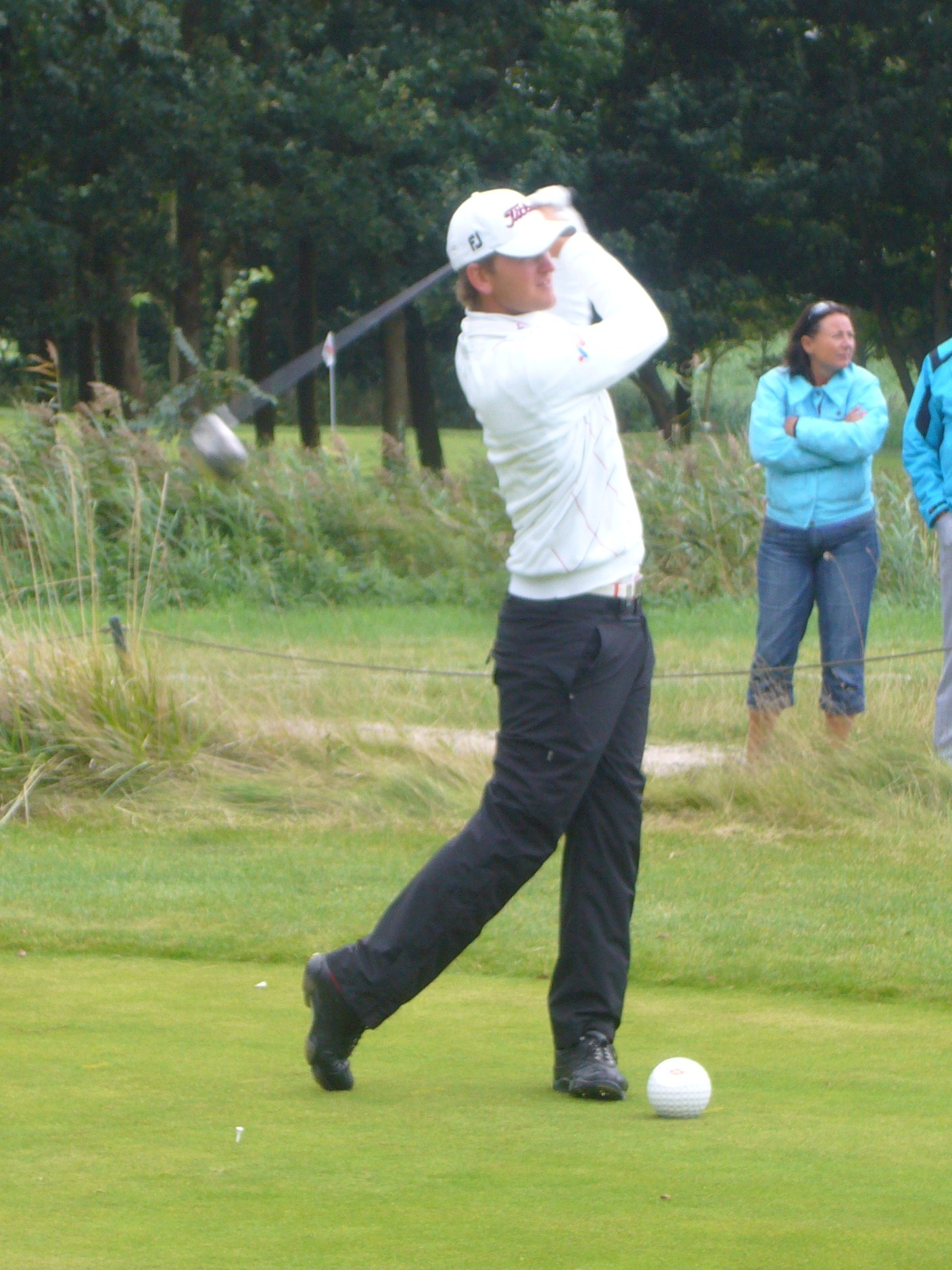
Bernd Wiesberger (* 1985)

- Wiesböck, Alois (* 1950), deutscher Motorrad-Bahnrennfahrer
- Wiesböck, Laura (* 1987), österreichische Soziologin an der Universität Wien

### Wiesc
- Wieschaus, Eric (* 1947), US-amerikanischer Biochemiker und Nobelpreisträger für Medizin
- Wiesche, Eugen von der (1929–2018), deutscher Politiker (SPD), MdB
- Wiesche, Wolfgang in der (* 1960), deutscher Künstler
- Wieschebrink, Franz (1818–1884), deutscher Historien- und Genremaler
- Wieschebrink, Heinrich (1852–1885), deutscher Genre- und Porträtmaler
- Wieschemeyer, August (1904–1979), deutscher Maristenpater und Theologe
- Wiescher, Gert (* 1944), deutscher typografischer Gestalter und Schriftentwerfer
- Wiescher, Michael (* 1949), deutsch-US-amerikanischer Physiker
- Wieschhoff, Heinrich (1906–1961), deutscher Ethnologe und politischer Berater
- Wieschke, Christoph (* 1971), deutscher Schauspieler
- Wieschke, Patrick (* 1981), deutscher Politiker (NPD) und NeonaziPatrick Wieschke (* 1981)

Patrick Wieschke (* 1981)

### Wiese
- Wiese und Kaiserswaldau, Emil August von (1807–1881), deutscher Jurist und Politiker
- Wiese und Kaiserswaldau, Walter von (1879–1945), deutscher Offizier, Afrikaforscher und SS-Mitglied
- Wiese, Alfred (1894–1960), deutscher Glasmaler
- Wiese, André (* 1975), deutscher Politiker (CDU)
- Wiese, Annika (* 1993), deutsche Squashspielerin
- Wiese, Anton, deutscher Geschütz- und Glockengießer
- Wiese, Barbara (* 1950), australische Politikerin (ALP)
- Wiese, Benno von (1903–1987), deutscher Germanist und Hochschullehrer
- Wiese, Bernhard (1909–1982), deutscher Gerätebauer und Unternehmer
- Wiese, Berthold (1859–1932), deutscher Romanist und Italianist
- Wiese, Birgit (* 1965), deutsche Fußballerin und Nationalspielerin
- Wiese, Bruno K. (1922–2011), deutscher Grafik-Designer
- Wiese, Carina (* 1968), deutsche SchauspielerinCarina Wiese (* 1968)

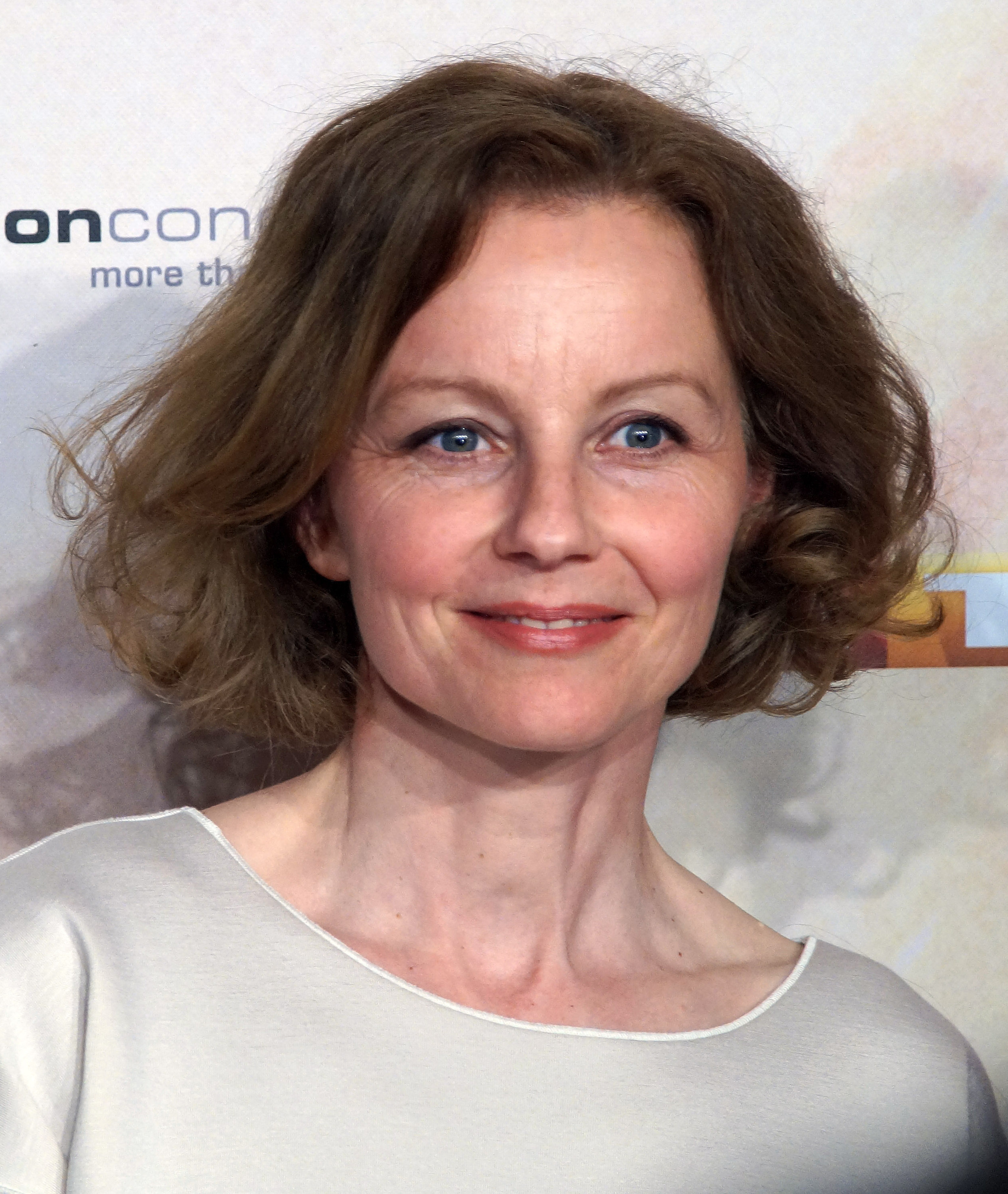
Carina Wiese (* 1968)

- Wiese, Christa (* 1967), deutsche Leichtathletin
- Wiese, Christen (1876–1968), norwegischer Segler
- Wiese, Christian (* 1961), deutscher Religionswissenschaftler
- Wiese, Christian Friedrich, kursächsischer Amtmann
- Wiese, Christoffel (* 1941), südafrikanischer Unternehmer
- Wiese, Claus (1794–1874), deutscher Landwirt, Mitglied der Schleswig-Holsteinischen Landesversammlung
- Wiese, David (* 1985), namibisch-südafrikanischer Cricketspieler
- Wiese, Dietmar (* 1956), deutscher Fußballspieler
- Wiese, Dirk (* 1965), deutscher Bobfahrer
- Wiese, Dirk (* 1983), deutscher Politiker (SPD), MdB
- Wiese, Eberhard von (1908–1982), deutscher Journalist, Feuilletonleiter in Hamburg sowie Schriftsteller
- Wiese, Eigel (* 1947), deutscher Fotograf, Journalist und Buchautor
- Wiese, Elisabeth (1859–1905), deutsche SerienmörderinElisabeth Wiese (1859–1905)

Elisabeth Wiese (1859–1905)

- Wiese, Erich (1891–1979), deutscher Kunsthistoriker und Museumsleiter
- Wiese, Erik, US-amerikanischer Comic-Zeichner
- Wiese, Franz (1952–2021), deutscher Unternehmer und Politiker (AfD), MdL
- Wiese, Franziska (* 1986), deutsche Schlagersängerin und Violinistin
- Wiese, Friedrich (1892–1975), deutscher Offizier, zuletzt General der Infanterie im Zweiten Weltkrieg
- Wiese, Friedrich Theodor (1788–1858), deutscher Richter und Politiker
- Wiese, Friedrich-Franz (1929–2009), deutscher Politiker (LDP), Chemiker sowie Bundesverdienstkreuzträger
- Wiese, Fritz, deutscher Bobfahrer, Motorradrennfahrer und Motorsportfunktionär
- Wiese, Gabor (* 1976), deutscher Mathematiker
- Wiese, Georg (1830–1888), deutscher Bildhauer
- Wiese, Georg Walter Vincent von (1769–1824), reußischer Staatsmann
- Wiese, Gerhard (* 1928), deutscher Jurist, Oberstaatsanwalt
- Wiese, Gisela (1924–2010), deutsche Bürgerrechtlerin
- Wiese, Götz (1928–2012), deutscher Organist, Komponist, Landeskirchenmusikdirektor
- Wiese, Götz T. (* 1966), deutscher Rechtswissenschaftler, Hochschullehrer
- Wiese, Günther (* 1928), deutscher Rechtswissenschaftler und Hochschullehrer
- Wiese, Hans-Joachim (1940–2007), deutscher Kulturschaffender
- Wiese, Hartwig Friedrich (1840–1905), deutscher Ingenieur, Standesbeamter und Ornithologe
- Wiese, Hedwig (1845–1936), deutsche Schauspielerin am Theater und beim Stummfilm
- Wiese, Heike (* 1966), deutsche Germanistin
- Wiese, Heino (* 1952), deutscher Politiker (SPD), MdBHeino Wiese (* 1952)

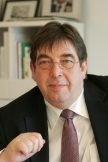
Heino Wiese (* 1952)

- Wiese, Heinrich (1896–2000), deutscher Politiker (NSDAP), MdR
- Wiese, Heinz (1923–2005), deutscher Politiker (SPD), MdL
- Wiese, Heinz (* 1927), deutscher Journalist
- Wiese, Heinz (* 1945), deutscher Politiker (CDU), MdB
- Wiese, Henrik (* 1971), deutscher Flötist
- Wiese, Hinrich Diederich (1676–1728), deutscher Jurist, Oberaltensekretär, Ratsherr und Bürgermeister der Freien und Hansestadt Hamburg
- Wiese, Irina von (* 1967), deutsch-britische Juristin und Politikerin (Liberal Democrats)
- Wiese, Jens (* 1987), deutscher Handballspieler
- Wiese, Johann Friedrich (1761–1824), hannoverscher Verwaltungsjurist
- Wiese, Johann Heinrich († 1803), deutscher Maler, Zeichner und Kupferstecher
- Wiese, Josef (1932–2009), deutscher Bäcker und Konditor sowie Unternehmer und Erfinder
- Wiese, Judith (* 1971), deutsche ManagerinJudith Wiese (* 1971)

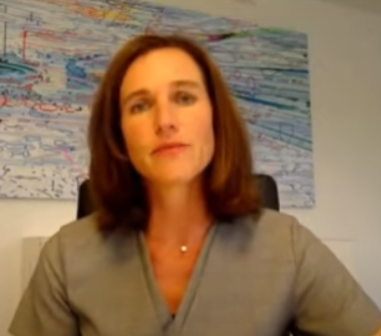
Judith Wiese (* 1971)

- Wiese, Klaus (1942–2009), deutscher Ambient-Künstler
- Wiese, Kurt (1887–1974), deutschstämmiger Kinderbuchillustrator und -Autor
- Wiese, Leo (1871–1929), deutscher Romanist und Mediävist
- Wiese, Leopold von (1876–1969), deutscher Soziologe
- Wiese, Ludwig Adolf (1806–1900), deutscher Pädagoge und Ministerialbeamter
- Wiese, Marc (* 1966), deutscher Dokumentarfilmer, Fernsehjournalist und Regisseur
- Wiese, Martin (* 1958), deutscher Bildhauer und Steinmetzmeister
- Wiese, Martin (* 1976), deutscher Neonazi
- Wiese, Maurice (* 1995), deutscher Slackliner
- Wiese, Max (1846–1925), deutscher Bildhauer und Hochschullehrer an der Zeichenakademie Hanau
- Wiese, Mickey (* 1960), deutscher Lebensberater, freier Prediger, Jugendarbeiter und Autor
- Wiese, Nikolaus († 1665), deutscher Stück- und Glockengießer
- Wiese, Paul (1894–1977), deutscher Komponist
- Wiese, Paul (* 2000), deutscher Fußballspieler
- Wiese, Richard (* 1953), deutscher Linguist
- Wiese, Roland, deutscher Basketballspieler
- Wiese, Rolf (* 1952), deutscher Kurator und Museumsdirektor
- Wiese, Sebastian (* 1972), deutscher Schwimmer
- Wiese, Stephan von (* 1943), deutscher Kunsthistoriker
- Wiese, Theodor (1893–1946), deutscher Maler
- Wiese, Tim, deutscher Moderator und Journalist
- Wiese, Tim (* 1981), deutscher FußballtorwartTim Wiese (* 1981)

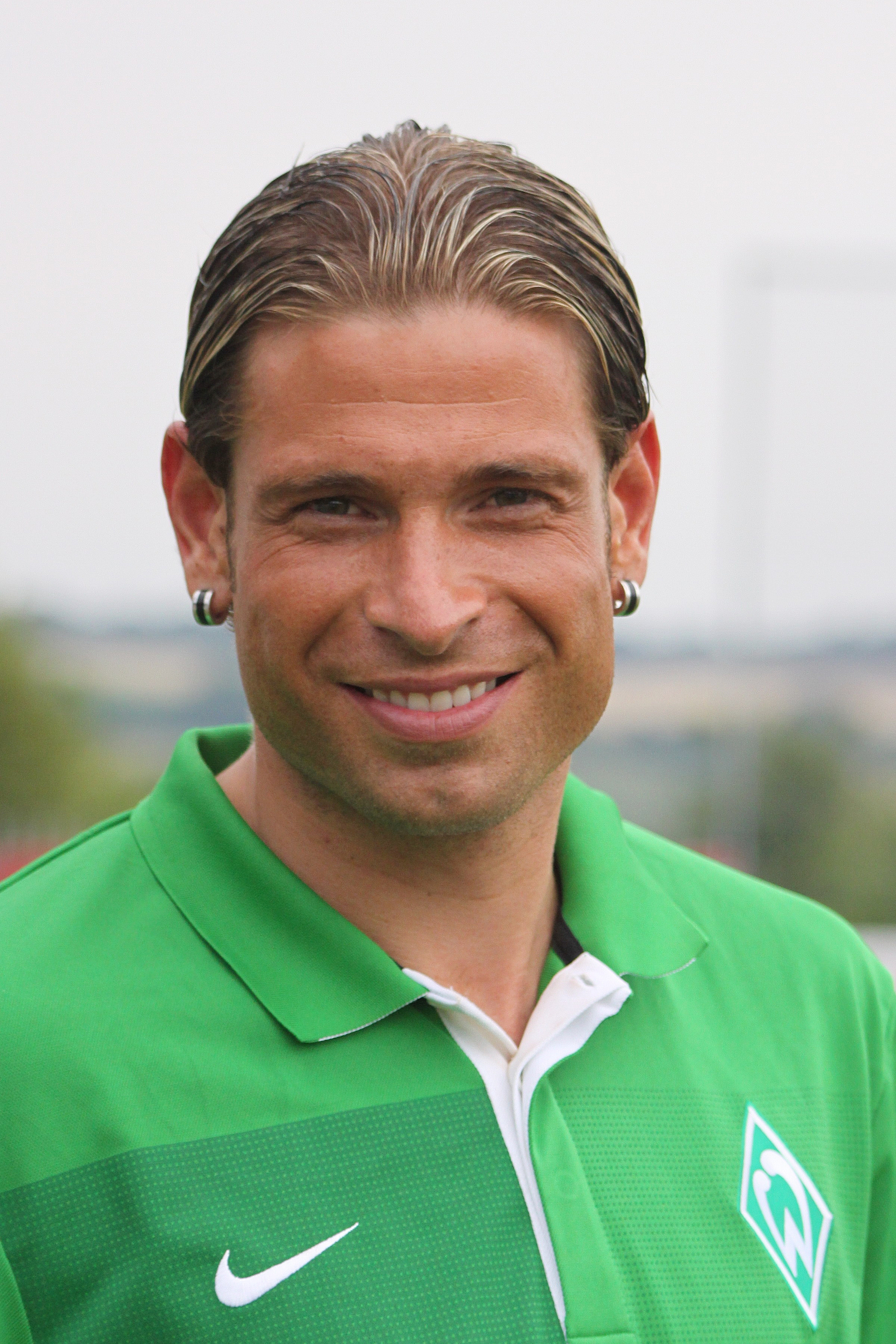
Tim Wiese (* 1981)

- Wiese, Ursula von (1905–2002), Schweizer Schauspielerin, Verlagslektorin, Übersetzerin und Schriftstellerin
- Wiese, Volker (* 1971), deutscher Rechtswissenschaftler und Hochschullehrer
- Wiese, Walter Vincent (1735–1809), deutscher Rechtswissenschaftler, Hochschullehrer und Rektor
- Wiese, Wanja (* 1983), deutscher Philosoph und Mathematiker
- Wiese, Wladimir Juljewitsch (1886–1954), russisch-sowjetischer Ozeanograph, Geograph, Meteorologe und Polarforscher
- Wiese, Wolfram (* 1976), deutscher Radrennfahrer
- Wiesehöfer, Josef (* 1951), deutscher Althistoriker
- Wiesehügel, Klaus (* 1953), deutscher Gewerkschaftsvorsitzender (IG Bauen-Agrar-Umwelt), Politiker (SPD), MdB
- Wieseke, Heinz (* 1915), deutscher Schornsteinfeger
- Wieseke, Jan (* 1974), deutscher Hochschulprofessor und Marketing-Forscher
- Wiesel, Christoph (* 1995), deutscher Fernsehjournalist und Moderator
- Wiesel, Elie (1928–2016), rumänisch-US-amerikanischer Schriftsteller, Überlebender des Holocausts, FriedensnobelpreisträgerElie Wiesel (1928–2016)

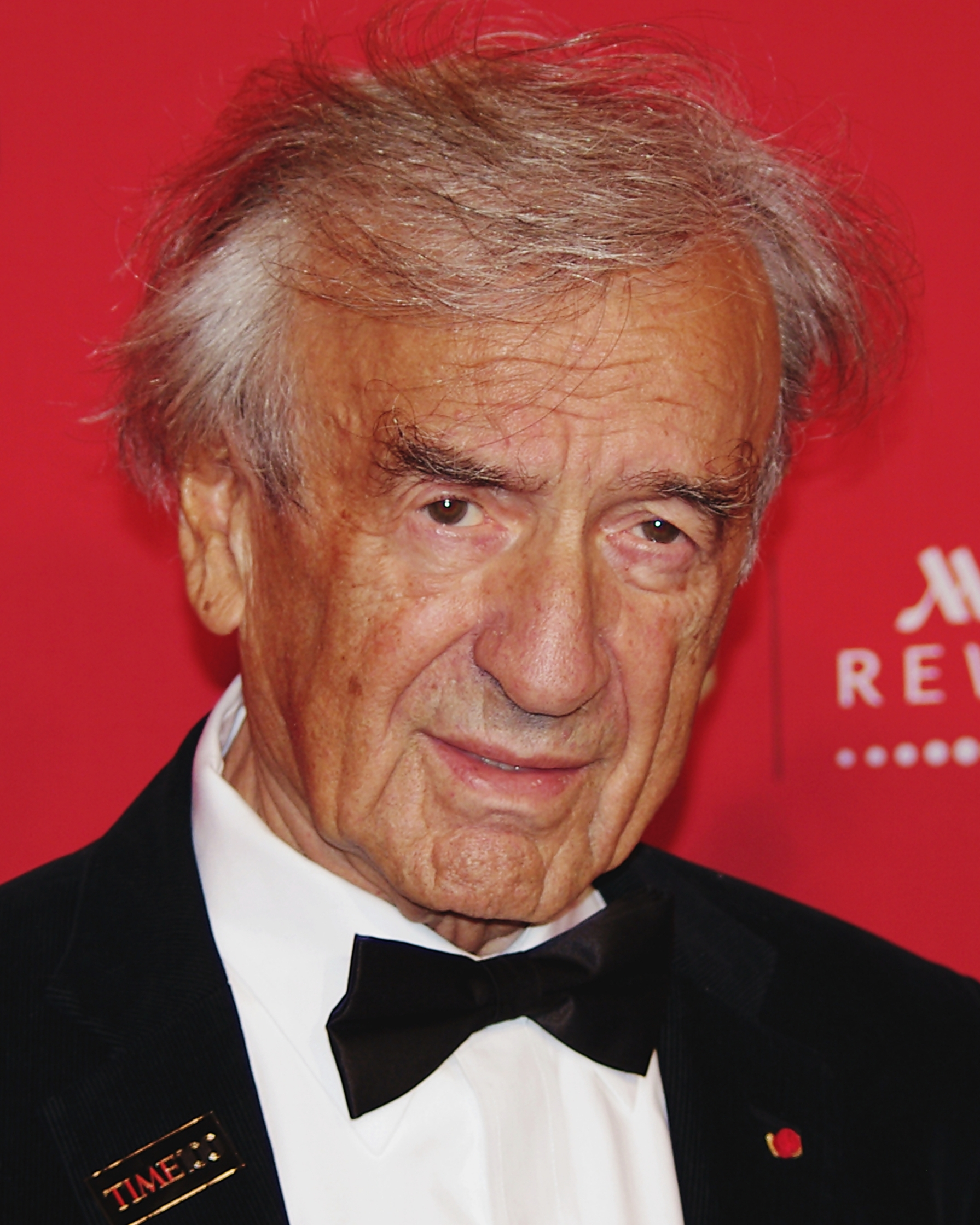
Elie Wiesel (1928–2016)

- Wiesel, Johann (1583–1662), deutscher Fernrohrbauer
- Wiesel, Karl (1881–1941), österreichischer Unternehmer und Filmproduzent sowie ein Münchner Filmpionier
- Wiesel, Pauline (1778–1848), Freundin der Rahel Varnhagen
- Wiesel, Richard (1864–1943), deutscher Arzt und Inhaber eines Sanatoriums in Ilmenau
- Wiesel, Torsten N. (* 1924), schwedisch-US-amerikanischer Neurobiologe
- Wiesel, Uzi (1927–2019), israelischer Cellist und Musikpädagoge
- Wiesel, Wolf-Günter (* 1947), deutscher Fußballschiedsrichter
- Wieseler, Friedrich (1811–1892), deutscher klassischer Archäologe und Philologe
- Wieseler, Karl Georg (1813–1883), deutscher Theologe
- Wieseler, Susanne (* 1969), deutsche Fernsehmoderatorin, Journalistin, Filmemacherin und AutorinSusanne Wieseler (* 1969)

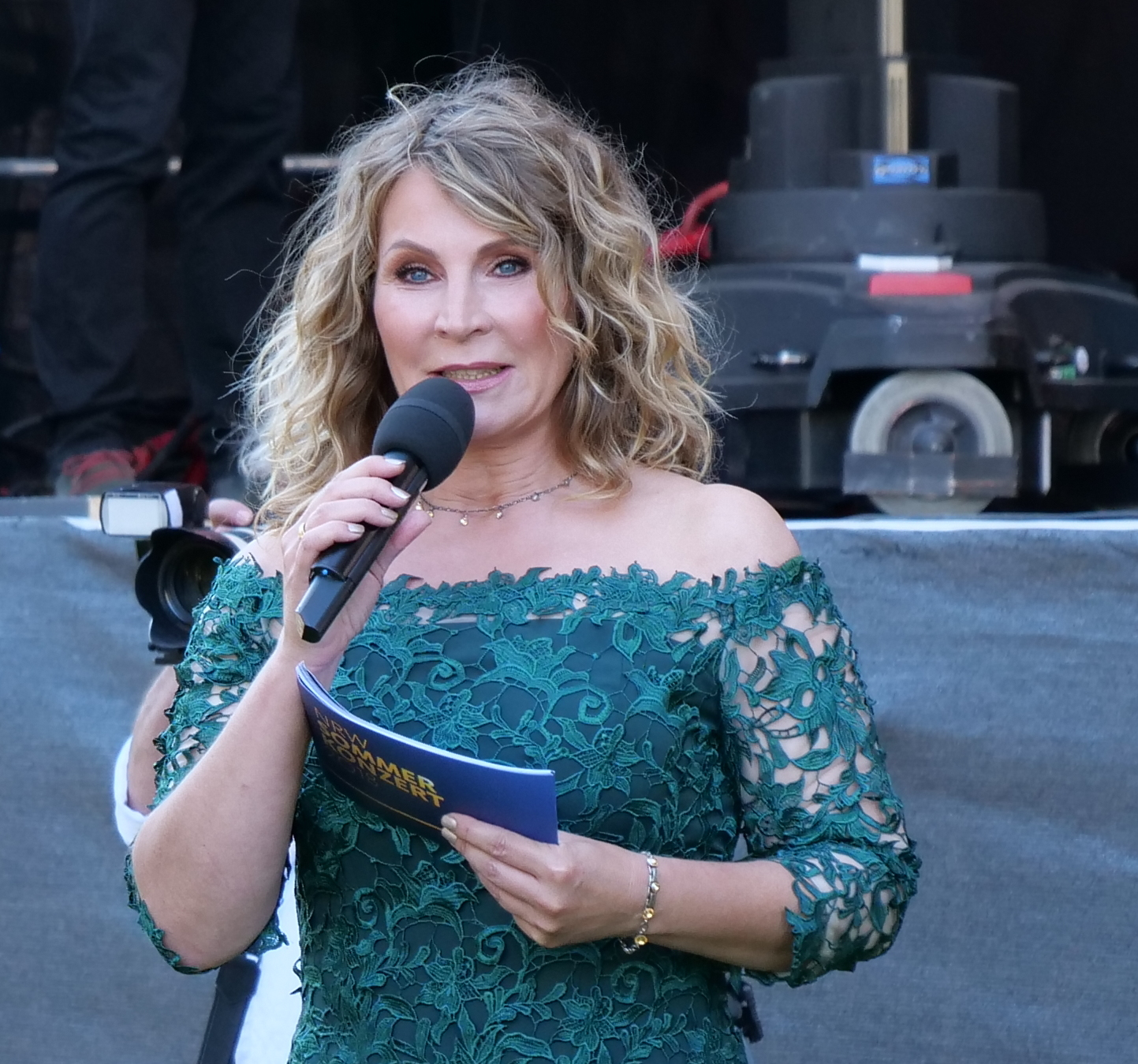
Susanne Wieseler (* 1969)

- Wieseler, Theodor (1859–1924), deutscher Haushaltwareneinzel- und -großhändler
- Wieselgren, Per (1900–1989), schwedischer Hochschullehrer
- Wieselgren, Peter (1800–1877), schwedischer lutherischer Theologe, Literaturhistoriker und Biograph
- Wieselhuber, Norbert (* 1949), deutscher Unternehmensberater
- Wieselman, Doug (* 1954), amerikanischer Musiker und Komponist
- Wieselmann, Heinz-Ulrich (1913–1970), deutscher Motorjournalist
- Wieselsberger, Carl (1887–1941), deutscher Strömungsmechaniker und Aerodynamiker
- Wieselthier, Vally (1895–1945), österreichische Keramikkünstlerin
- Wieseltier, Leon (* 1952), US-amerikanischer Journalist
- Wiesemann, Bernd (1938–2015), deutscher Komponist, Pianist, Musikpädagoge und Konzeptkünstler
- Wiesemann, Claudia (* 1958), deutsche Medizinethikerin, Medizinhistorikerin und Hochschullehrerin
- Wiesemann, Edgar (* 1927), deutscher Schauspieler bei Bühne, Film und Fernsehen
- Wiesemann, Falk (* 1944), deutscher Historiker, Akademischer Oberrat und Hochschullehrer
- Wiesemann, Günther (* 1956), deutscher Komponist, Pianist, Organist und Perkussionist
- Wiesemann, Harry (* 1927), deutscher Fußballspieler
- Wiesemann, Johanna (1894–1975), deutsche Politikerin (CDU), MdL
- Wiesemann, Karl-Heinz (* 1960), deutscher Geistlicher, römisch-katholischer Bischof von SpeyerKarl-Heinz Wiesemann (* 1960)

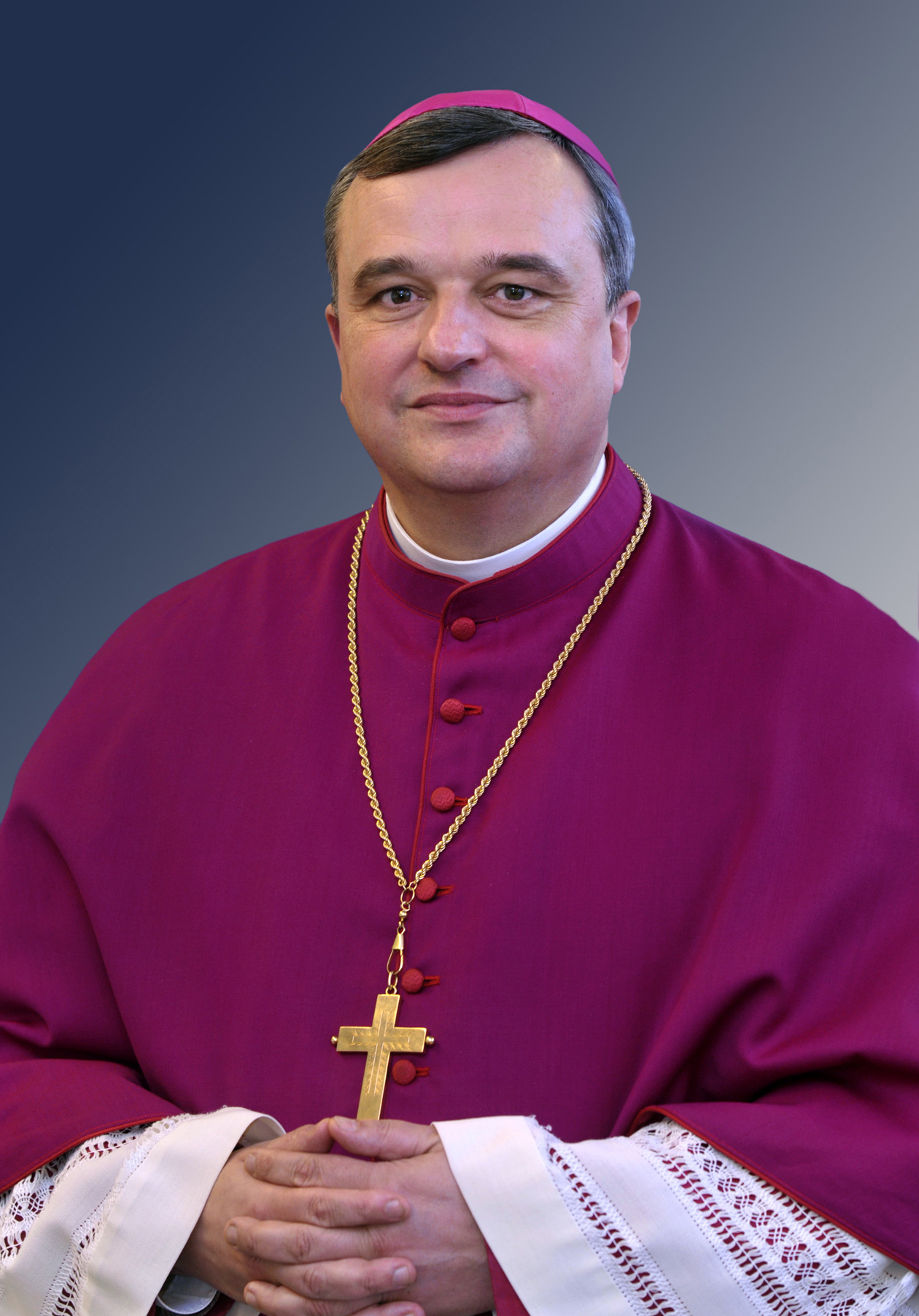
Karl-Heinz Wiesemann (* 1960)

- Wiesemann, Mirjam (* 1964), deutsche Schauspielerin
- Wiesemann, Reinhard (* 1959), deutscher Unternehmer
- Wiesemann, Ursula (1932–2022), deutsche Sprachwissenschaftlerin, Bibelübersetzerin und evangelische Missionarin
- Wiesemes, Gerd (* 1943), deutscher Fußballspieler
- Wiesemüller, Georg (1908–1970), deutscher Politiker (CDU)
- Wiesen, Franz (1777–1826), deutscher Holzstecher, Kupferstecher und Miniaturmaler
- Wiesen, Gavin, US-amerikanischer Regisseur, Drehbuchautor und Filmproduzent
- Wiesen, Hans (1936–2013), deutscher Politiker (SPD), MdL
- Wiesen, Heinrich (1928–2012), deutscher Richter
- Wiesen, Johannes (1904–1972), deutscher Ordensgeistlicher
- Wiesen, Jonas (* 1996), deutscher Ruderer
- Wiesen, Jonathan (* 1968), US-amerikanischer Historiker
- Wiesen, Josef (1865–1942), jüdischer Lehrer und Landesrabbiner des Großherzogtums Sachsen-Weimar-Eisenach
- Wiesenack, Günter (1915–1974), deutscher Ingenieur und Autor
- Wiesenbach, Doris, deutsche Schriftstellerin
- Wiesenbacher, Georg (1892–1932), deutscher Politiker
- Wiesenberg, Noam, israelischer Jazzmusiker (Kontrabass)
- Wiesend, Georg (1807–1881), bayerischer Jurist und Politiker
- Wiesend, Martin (1910–2003), deutscher Geistlicher, Weihbischof in Bamberg
- Wiesend, Reinhard (1887–1970), deutscher Jurist und Landrat
- Wiesend, Reinhard (* 1946), deutscher Musikwissenschaftler und Hochschullehrer
- Wiesendahl, Elmar (* 1945), deutscher Politikwissenschaftler, Parteienforscher und Hochschullehrer
- Wiesendanger, Alex (* 1983), US-amerikanischer Sozialarbeiter und ehemaliger Filmschauspieler
- Wiesendanger, Chris (* 1965), Schweizer Jazzmusiker und Komponist
- Wiesendanger, Kurt (* 1964), schweizerischer Psychotherapeut und Buchautor
- Wiesendanger, Roland (* 1961), deutscher PhysikerRoland Wiesendanger (* 1961)

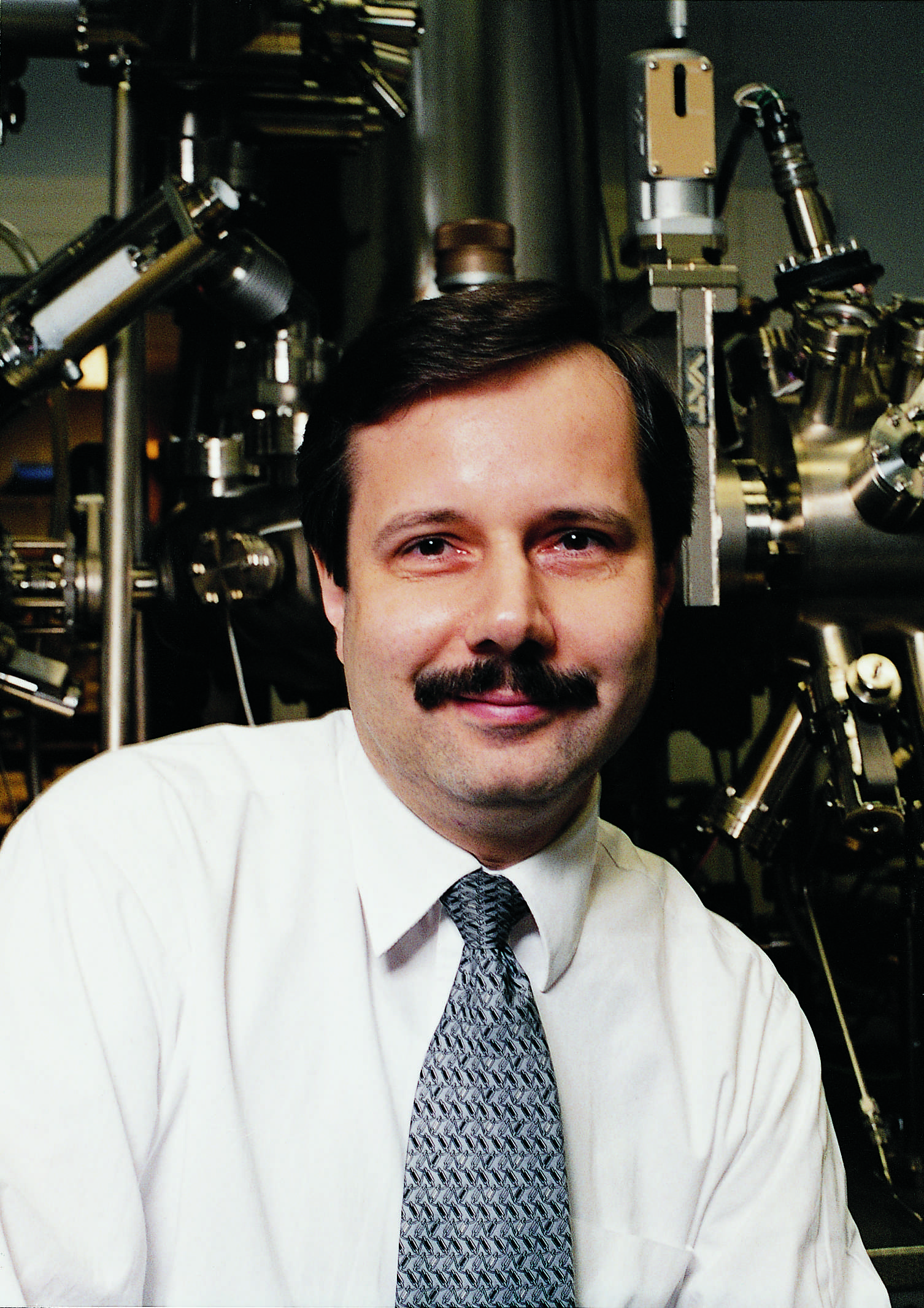
Roland Wiesendanger (* 1961)

- Wiesendanger, Urs (* 1969), Schweizer Musiker, Komponist, Produzent und Arrangeur
- Wieseneder, Hans (1906–1993), österreichischer Geologe und Petrograph
- Wiesenegg, Helmut (1947–2014), österreichischer Politiker (SPÖ), Mitglied des Bundesrates
- Wiesenegger, Gert (* 1970), österreichischer Politiker (ÖVP), Landtagsabgeordneter
- Wiesener, Christian Enoch (1798–1861), deutscher evangelisch-lutherischer Geistlicher und Dichter
- Wiesener, Gottfried (* 1640), kursächsischer Leibarzt und Rat
- Wiesener, Paul, deutscher Fußballspieler
- Wiesener, Rudolf (1899–1972), deutscher Politiker (KPD, KPO, KPD), MdL
- Wiesener, Wilhelm († 1893), deutscher evangelischer Pfarrer und Kirchenhistoriker
- Wiesenfeld, Johann, deutscher Hofbaumeister
- Wiesenfeldt, Christiane (* 1972), deutsche Musikwissenschaftlerin und Hochschullehrerin
- Wiesenhütten, Franz Wilhelm von (1755–1836), Landtagsabgeordneter Großherzogtum Hessen
- Wiesenhütten, Friedrich von (1759–1823), Generalleutnant, Älterer Bürgermeister in Frankfurt
- Wiesenhütter, Gerhart (1912–1978), deutscher Dirigent und Organist
- Wiesenmayer, Hans (1924–2007), rumänisch-deutscher Leichtathlet
- Wiesenmüller, Hans (* 1936), deutscher Fußballspieler
- Wiesenmüller, Hans Joachim (1929–2021), deutscher Kulturwissenschaftler
- Wiesenmüller, Heidrun (* 1968), deutsche Bibliothekswissenschaftlerin
- Wiesensee, Joachim (1935–2009), deutscher Politiker (CDU), MdL
- Wiesenthal, Charles Frederick (1726–1789), deutscher Arzt und Erfinder
- Wiesenthal, Fritz (1920–1977), deutscher Jurist und Kommunalpolitiker (CSU)
- Wiesenthal, Grete (1885–1970), österreichische Tänzerin, Schauspielerin, Choreografin und Tanzpädagogin
- Wiesenthal, Heiko (* 1975), deutscher Sitzvolleyball- und Faustballspieler
- Wiesenthal, Helmut (* 1938), deutscher Soziologe, Politikwissenschaftler und Hochschullehrer
- Wiesenthal, Josephine, österreichische Tischtennisspielerin
- Wiesenthal, Karin, deutsche Segelfliegerin
- Wiesenthal, Melanie (* 1987), deutsche Autorin und Illustratorin sowie Verlagsgründerin
- Wiesenthal, Simon (1908–2005), österreichischer Publizist, Schriftsteller und Leiter des jüdischen Dokumentationszentrums WienSimon Wiesenthal (1908–2005)

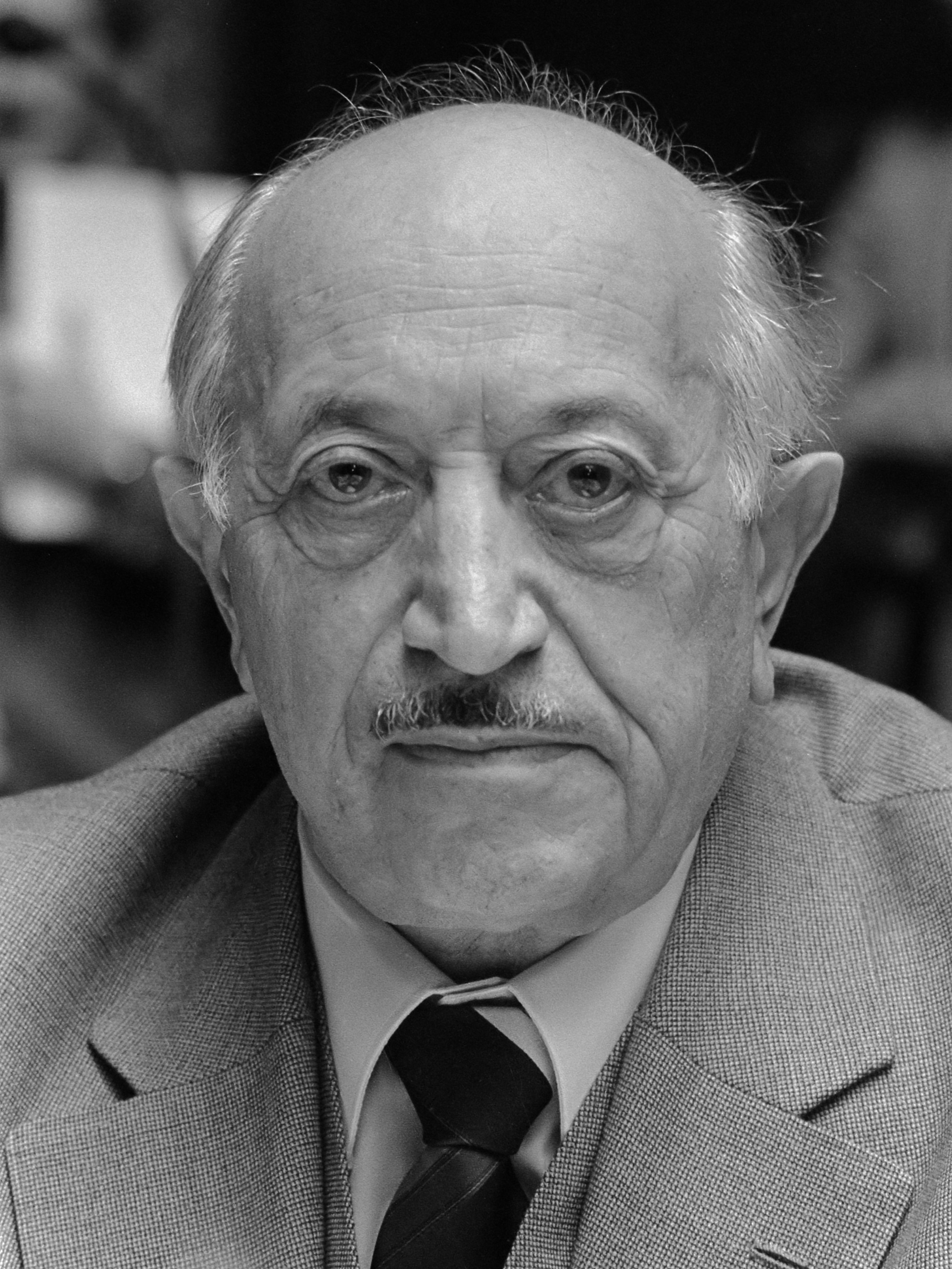
Simon Wiesenthal (1908–2005)

- Wiesenthal, Steffen, deutscher Boxer
- Wieser, Alfred (* 1950), österreichischer FIFA-Schiedsrichter
- Wieser, Anton (1859–1941), österreichischer Landwirt und Politiker
- Wieser, Anton (1921–1993), österreichischer Skispringer
- Wieser, August (1847–1916), österreichischer Jurist und Politiker
- Wieser, Bernd (* 1963), österreichischer Rechtswissenschaftler und Hochschullehrer
- Wieser, Christoph (* 1992), österreichischer Fußballspieler
- Wieser, Chrysostomus (1664–1747), Abt des Stiftes Lilienfeld
- Wieser, Claudia (* 1973), deutsche Künstlerin
- Wieser, Dino (* 1989), Schweizer Eishockeyspieler
- Wieser, Dorothee (* 1975), deutsche Fachdidaktikerin
- Wieser, Eberhard (1935–2020), deutscher Rechtswissenschaftler und Hochschullehrer
- Wieser, Franz (* 1941), deutscher Politiker (CDU) und Mitglied des Landtags von Baden-Württemberg
- Wieser, Franz (* 1956), österreichischer Politiker (ÖVP), Abgeordneter zum Kärntner Landtag
- Wieser, Franz von (1848–1923), österreichischer Geograph, Kunsthistoriker und Hochschullehrer an der Universität Innsbruck
- Wieser, Friedrich von (1851–1926), österreichischer Ökonom und Hochschullehrer
- Wieser, Gerhard (* 1968), italienischer Koch und Fachbuchautor (Südtirol)
- Wieser, Gottlob (1888–1973), Schweizer evangelischer Geistlicher
- Wieser, Gustav (1898–1960), österreichischer Fußballspieler
- Wieser, Hadmar von (* 1963), österreichischer Autor und SpieleautorHadmar von Wieser (* 1963)

Hadmar von Wieser (* 1963)

- Wieser, Harald (* 1949), deutscher Soziologe, Autor und Journalist
- Wieser, Helga (* 1940), österreichische Politikerin (ÖVP), Abgeordnete zum Nationalrat
- Wieser, Hildtraud (* 1947), österreichische Politikerin (FPÖ), Landtagsabgeordnete
- Wieser, Johann, österreichischer Steinmetzmeister des Barock
- Wieser, Josef (1828–1899), österreichischer infulierter Propst, Dekan und Stadtpfarrer in Bozen und Politiker
- Wieser, Josef (* 1946), österreichischer Politiker (SPÖ), Landtagsabgeordneter im Burgenland
- Wieser, Jürgen (* 1969), deutscher Langstreckenläufer
- Wieser, Kai (* 2001), deutscher Volleyballspieler
- Wieser, Katharina (* 1963), österreichische Diplomatin und Botschafterin
- Wieser, Lojze (* 1954), österreichisch-slowenischer Buchverleger
- Wieser, Manuel (* 1990), österreichischer Skirennläufer
- Wieser, Marc (* 1987), Schweizer Eishockeyspieler
- Wieser, Marco (* 1990), österreichischer Eishockeytorwart
- Wieser, Marco (* 2001), österreichischer Fußballspieler
- Wieser, Marek (* 1962), polnischer Kameramann
- Wieser, Markus (* 1965), österreichischer Gewerkschafter
- Wieser, Marvin (* 2004), österreichischer Fußballspieler
- Wieser, Matthäus (1617–1678), deutscher Lyriker
- Wieser, Max (1890–1946), deutscher Bibliothekar
- Wieser, Oliver (* 1973), österreichischer Politiker (SPÖ), Abgeordneter zum Landtag Steiermark, Trainer und Berater im Vertriebs- und Motivationsbereich und Hochschullektor
- Wieser, Paul Horst (1933–2022), deutscher Physiker und Hochschullehrer
- Wieser, Rafael (* 1985), österreichischer Schauspieler
- Wieser, Ralph (* 1961), österreichischer Filmproduzent
- Wieser, Roland (* 1956), deutscher Leichtathlet und Olympiamedaillengewinner
- Wieser, Sandro (* 1993), liechtensteinischer Fussballspieler
- Wieser, Sebastian (1879–1937), deutscher römisch-katholischer Geistlicher und Autor
- Wieser, Therese (1898–1976), deutsche Fachlehrerin, Landwirtin und Senatorin (Bayern)
- Wieser, Thomas (* 1954), österreichischer Wirtschaftswissenschaftler
- Wieser, Vincent (* 2002), österreichischer Skirennläufer
- Wieser, Vitus (* 1977), österreichischer Film- und Theaterschauspieler
- Wieser, Wolfgang (1924–2017), österreichischer Zoologe
- Wieser, Wolfgang von (1887–1945), österreichischer Mediziner
- Wiesert, Paul (1860–1948), deutscher Architekt

### Wiesf
- Wiesflecker, Hermann (1913–2009), österreichischer Historiker
- Wiesflecker, Katharina (* 1964), österreichische Politikerin (GRÜNE), Vorarlberger Landtagsabgeordnete
- Wiesflecker, Peter (* 1965), österreichischer Archivar und Landeshistoriker

### Wiesh
- Wiesheier, Josef (1907–1933), deutsches Mordopfer
- Wiesheu, Gerhard (* 1962), deutscher Bankier
- Wiesheu, Otto (* 1944), deutscher Politiker (CSU), Manager, MdL in Bayern und Bayerischer Staatsminister für WirtschaftOtto Wiesheu (* 1944)

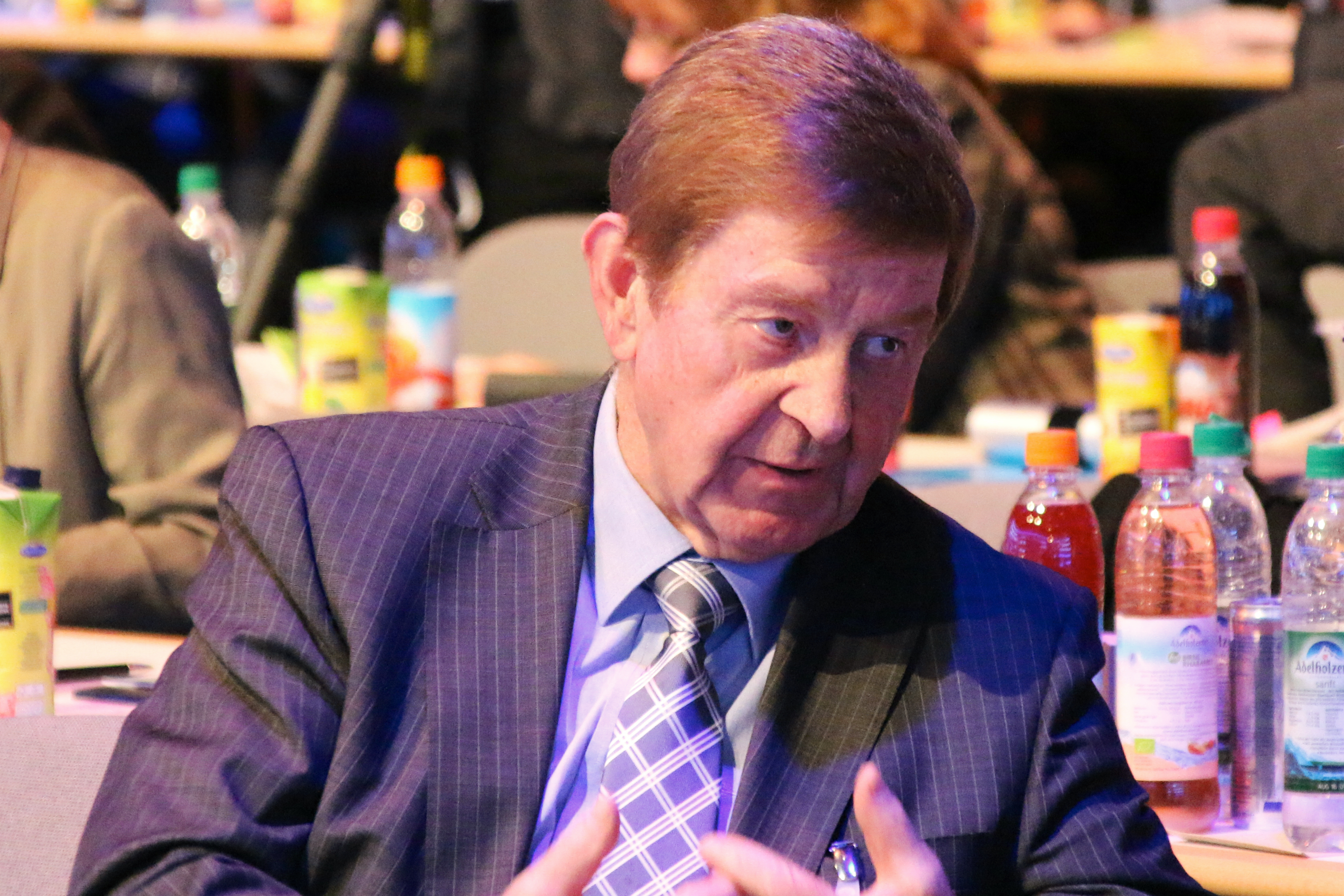
Otto Wiesheu (* 1944)

- Wiesheu, Simon, deutscher Skeletonfahrer
- Wieshoff, Jürgen (* 1961), deutscher Journalist und Autor

### Wiesi
- Wiesiak, Mariusz (* 1981), polnischer Straßenradrennfahrer
- Wiesigel, Anne (* 1948), deutsche Autorin, Regisseurin und Drehbuchautorin
- Wiesigel, Jochen (* 1946), deutscher Autor
- Wiesike, Hermann (1825–1896), deutscher Gutsbesitzer und Politiker (NLP), MdR
- Wiesing, Lambert (* 1963), deutscher Philosoph mit den Spezialgebieten Phänomenologie, Wahrnehmungs- und Bildtheorie sowie ÄsthetikLambert Wiesing (* 1963)

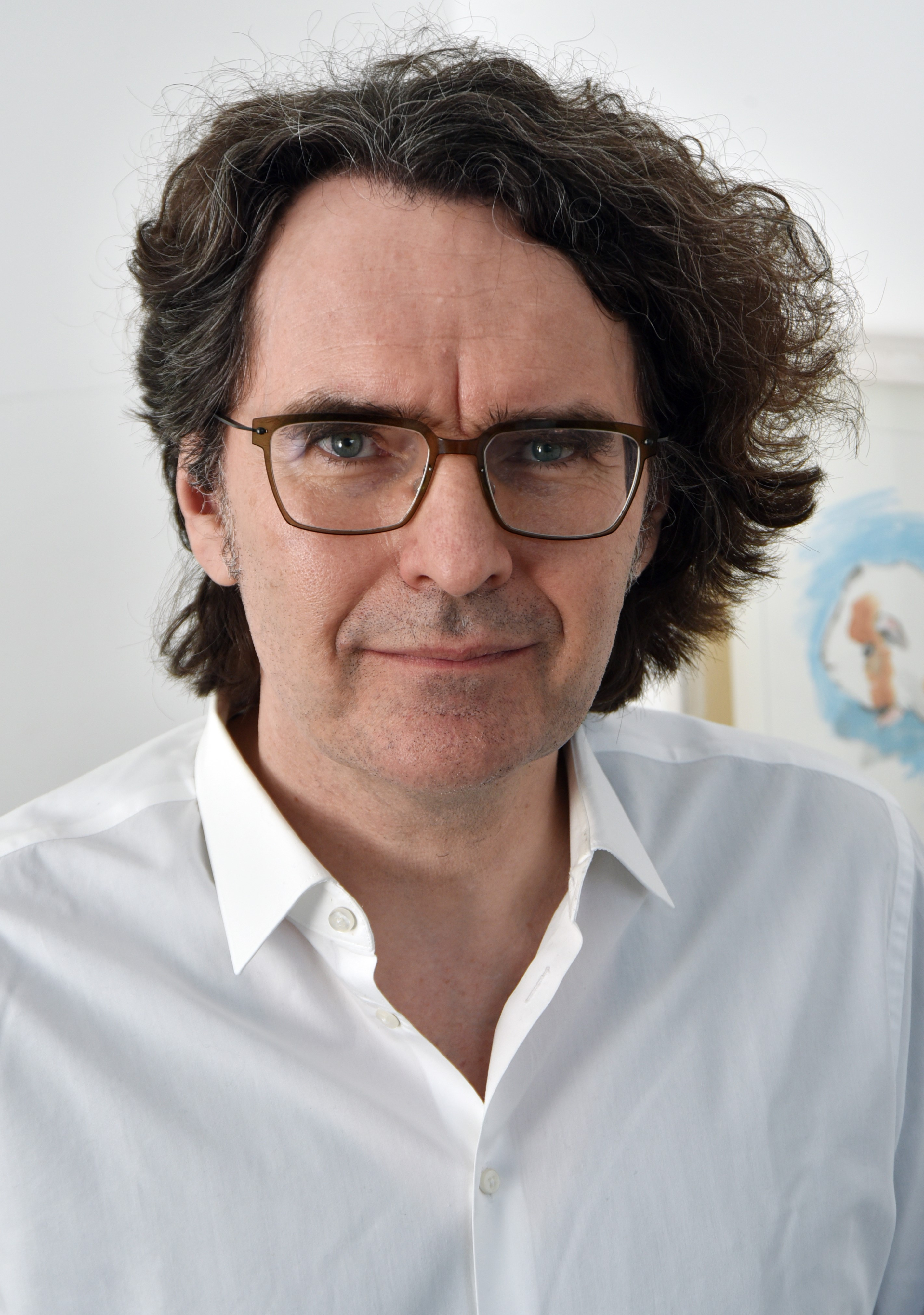
Lambert Wiesing (* 1963)

- Wiesing, Urban (* 1958), deutscher Medizinhistoriker und Medizinethiker
- Wiesinger, Albert (1830–1896), österreichischer Pfarrer und Journalist
- Wiesinger, Alois (1885–1955), österreichischer Mönch, Abt des Stiftes Schlierbach
- Wiesinger, Anna (* 1958), österreichische Bildende Künstlerin
- Wiesinger, Astrid (* 1988), österreichische Jazzmusikerin (Saxophon, Bassklarinette, Komposition)
- Wiesinger, August (1818–1908), deutscher evangelischer Theologe
- Wiesinger, Beate (* 1986), österreichische Jazzmusikerin (Bass, Komposition)
- Wiesinger, Bernhard (* 1981), österreichischer Jazzmusiker (Saxofon, Komposition)
- Wiesinger, Ernst (1925–2015), österreichischer Landwirt und Politiker (ÖVP), Abgeordneter zum Nationalrat
- Wiesinger, Georg (* 1962), österreichischer Agrarsoziologe
- Wiesinger, Günther (1930–2010), österreichischer Mediziner und Politiker (ÖVP), Abgeordneter zum Nationalrat
- Wiesinger, Helmut (* 1952), österreichischer Schauspieler, Autor und Regisseur
- Wiesinger, Josef (* 1961), österreichischer Politiker (SPÖ)
- Wiesinger, Kai (* 1966), deutscher Schauspieler, Regisseur, Drehbuchautor, Synchron- sowie HörspielsprecherKai Wiesinger (* 1966)

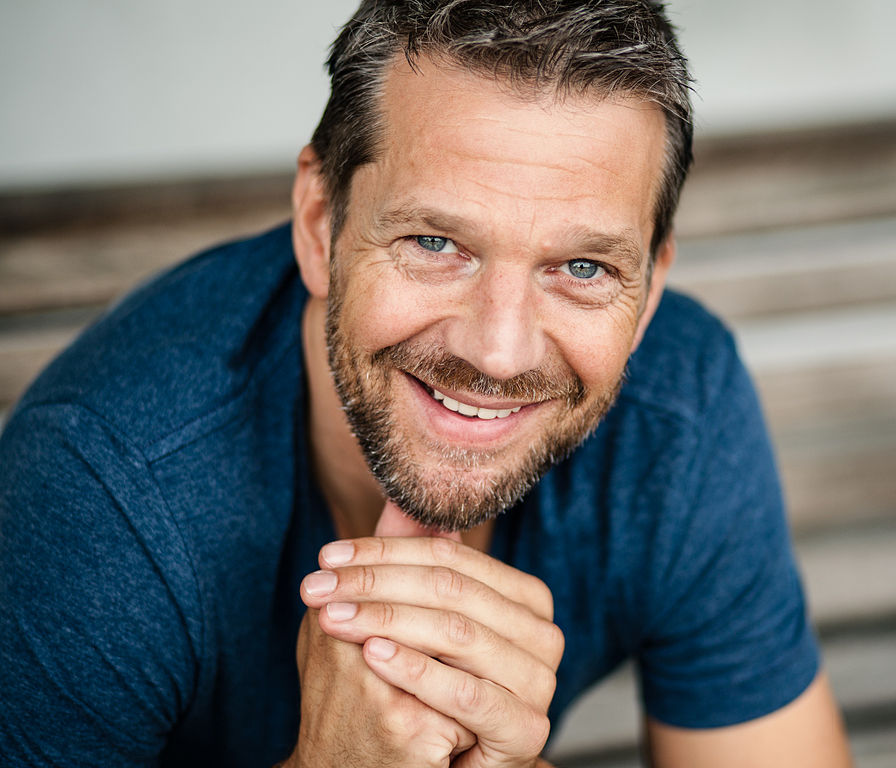
Kai Wiesinger (* 1966)

- Wiesinger, Karl (1923–1991), österreichischer Schriftsteller
- Wiesinger, Kurt (1879–1965), deutsch-schweizerischer Maschinenbauingenieur
- Wiesinger, Ludwig (1859–1942), deutscher Kaufmann und Politiker, MdHB, Hamburger Senator
- Wiesinger, Michael (* 1972), deutscher Fußballspieler und -trainer
- Wiesinger, Nico (* 2003), österreichischer Fußballspieler
- Wiesinger, Otto (1879–1962), österreichischer General der Infanterie
- Wiesinger, Paula (1907–2001), italienische Bergsteigerin, Skirennläuferin und Gastronomin
- Wiesinger, Peter (1938–2023), österreichischer Germanist
- Wiesinger, Philipp (* 1994), österreichischer Fußballspieler
- Wiesinger, Silas (* 2001), österreichischer Handballspieler
- Wiesinger, Steffen (* 1969), deutscher Säbelfechter
- Wiesinger, Susanne, österreichische Lehrerin, Bildungsfunktionärin und Buchautorin
- Wiesinger, Telemach (* 1968), deutscher Filmemacher und Lichtbildner
- Wiesiołek, Paweł (* 1991), polnischer Leichtathlet
- Wiesiołek, Piotr (* 1964), polnischer Bankmanager, Vizepräsident der polnischen Zentralbank

### Wiesk
- Wieske, Günter (1925–2020), deutscher baptistischer Theologe und Autor
- Wieske, Thomas (* 1958), deutscher Rechtswissenschaftler
- Wieskerstrauch, Liz (* 1955), deutsche Regisseurin, Autorin und Dokumentarfilmerin
- Wieskötter, Tim (* 1979), deutscher Kanute

### Wiesl
- Wieslander, Hugo (1889–1976), schwedischer Leichtathlet
- Wieslander, Jujja (* 1944), schwedische Kinderbuchautorin
- Wiesler, Adolf (1878–1958), österreichischer Landschaftsmaler und Grafiker
- Wiesler, André (1974–2017), deutscher Autor von Fantasy- und Science-Fiction-Romanen
- Wiesler, Heidi (* 1960), deutsche Skirennläuferin
- Wiesler, Hermann (1932–1999), deutscher Kunstsoziologe
- Wiesler, Josef (1930–2012), österreichischer Politiker (ÖVP), Landtagsabgeordneter im Burgenland
- Wiesler, Manuela (1955–2006), österreichische Flötistin
- Wiesler, Maren (* 1993), deutsche Skirennläuferin
- Wiesler, Markus (* 1976), österreichischer Politiker (FPÖ), Landtagsabgeordneter

### Wiesm
- Wiesmach, Patrick (* 1990), dänischer Handballspieler
- Wiesmaier, Josef (1822–1872), deutscher Holzschneider und Illustrator
- Wiesmaier, Josef (1871–1931), österreichischer Politiker (CSP), Abgeordneter zum Nationalrat
- Wiesmann, August (1893–1972), deutscher Politiker (SPD), MdL
- Wiesmann, Bettina (* 1966), deutsche Politikerin (CDU), MdLBettina Wiesmann (* 1966)

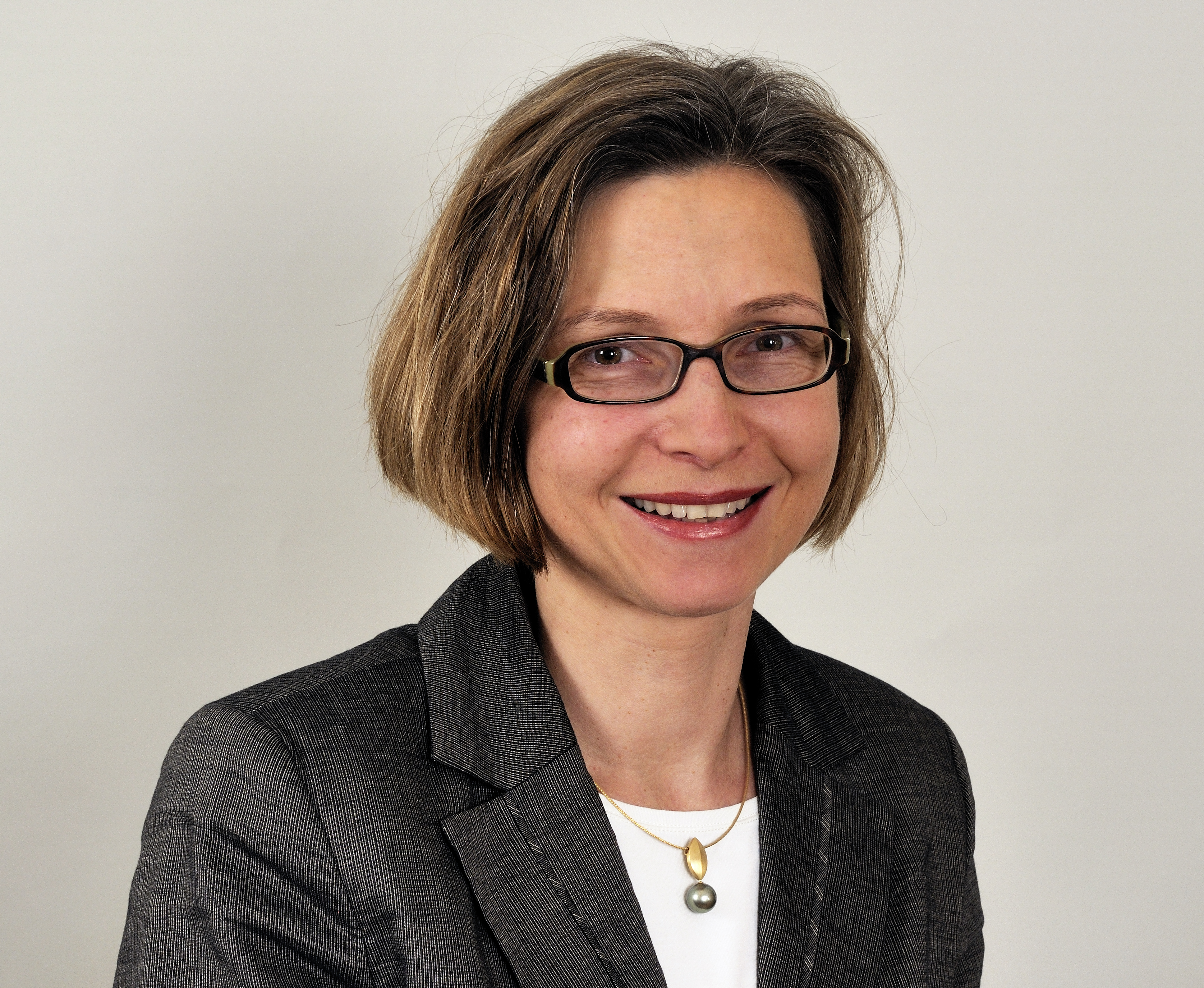
Bettina Wiesmann (* 1966)

- Wiesmann, Charlotte (* 1961), deutsch-österreichische Keramikerin
- Wiesmann, Dieter (1939–2015), Schweizer Liedermacher und Apotheker
- Wiesmann, Eduard (1932–2003), deutscher Kommunalpolitiker
- Wiesmann, Ernst (1909–1989), Schweizer Mikrobiologe
- Wiesmann, Ferdinand (1896–1924), deutscher politischer Aktivist
- Wiesmann, Franz (1888–1959), österreichischer Architekt
- Wiesmann, Fritz (1907–1994), Schweizer Apotheker und Orchesterleiter
- Wiesmann, Gerd (* 1943), deutscher Kommunalpolitiker (CDU)
- Wiesmann, Heinrich (1893–1978), deutscher Politiker (CDU), MdL
- Wiesmann, Hermann (1871–1948), deutscher katholischer Geistlicher und Alttestamentler
- Wiesmann, Johann Heinrich (1799–1862), evangelischer Theologe und Generalsuperintendent
- Wiesmann, Julius (1811–1884), deutscher evangelischer Theologe, Generalsuperintendent von Westfalen
- Wiesmann, Katja (* 1972), deutsche Juristin und Richterin am Bundesfinanzhof
- Wiesmann, Klaus (1940–2022), deutscher Offizier
- Wiesmann, Sonja (1966–2025), Schweizer Politikerin (SP)
- Wiesmann, Stefanie (* 1987), deutsche Fußballspielerin
- Wiesmann, Verena (* 1941), deutsche Politikerin (CDU), MdL
- Wiesmayr, Balduin (1889–1948), österreichischer Zisterzienser, Abt des Stifts Wilhering
- Wiesmayr, Josef (1920–1994), österreichischer Politiker (SPÖ), Landtagsabgeordneter
- Wiesmeier, Lynda (1963–2012), US-amerikanische Schauspielerin
- Wiesmeier, Rudolf, deutscher Film-, Medien-, Werbeproduzent und Umweltunternehmer
- Wiesmeier, Uli (* 1959), deutscher Fotograf, Filmemacher und Gleitschirmpilot
- Wiesmeth, Hans (* 1950), deutscher Wirtschaftswissenschaftler und Hochschullehrer
- Wiesmüller, Dieter (* 1950), deutscher Illustrator und Kinderbuchautor
- Wiesmüller, Elisabeth (* 1950), österreichische Politikerin (Grüne), Landtagsabgeordnete in Tirol

### Wiesn
- Wiesnekker, Roeland (* 1967), niederländisch-schweizerischer Film- und Theaterschauspieler
- Wiesner, Adolph (1806–1867), österreichischer Jurist, Politiker, Journalist und Schriftsteller
- Wiesner, Adolph (1871–1942), tschechischer Maler
- Wiesner, Alexander (* 1989), deutscher Politiker (AfD), MdL
- Wiesner, Andreas (* 1994), deutscher Schwimmer
- Wiesner, Arthur (1895–1980), deutscher Schauspieler und Hörspielsprecher
- Wiesner, Berthold P. (1901–1972), österreichischer BiologeBerthold P. Wiesner (1901–1972)

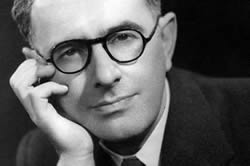
Berthold P. Wiesner (1901–1972)

- Wiesner, Christian (* 1981), deutscher Fußballspieler
- Wiesner, Claus Ulrich (1933–2016), deutscher Schriftsteller und Drehbuchautor
- Wiesner, David (* 1956), US-amerikanischer Illustrator und Schriftsteller
- Wiesner, Emma (* 1992), schwedische Politikerin (Centerpartiet), MdEP
- Wiesner, Erhard (1909–1994), deutscher Biologe
- Wiesner, Erich (1897–1968), deutscher Politiker (KPD, SED) und Journalist
- Wiesner, Erich (1927–2001), österreichischer Industrieller und Politiker (ÖVP)
- Wiesner, Erich (* 1939), deutscher Künstler
- Wiesner, Ernst (1890–1971), tschechoslowakischer Architekt der Moderne
- Wiesner, Finn (* 1969), deutscher Jazzmusiker (Tenorsaxophon)
- Wiesner, Frank (* 1967), deutscher Politiker (SPD), MdHB
- Wiesner, Franz-Josef (1926–2024), deutscher Heeresoffizier und Brigadegeneral
- Wiesner, Friedrich (1871–1951), österreichischer Jurist und Diplomat
- Wiesner, Georg, deutscher Fußballtorhüter
- Wiesner, Georg (1884–1931), deutscher Politiker
- Wiesner, Georg Franz (1731–1797), deutscher katholischer Theologe und Hochschullehrer
- Wiesner, Gerald William (* 1937), kanadischer Ordensgeistlicher und Altbischof von Prince George
- Wiesner, Gisela (* 1947), deutsche Berufspädagogin und Hochschullehrerin
- Wiesner, Hans (1925–2013), deutscher Generalleutnant der NVA
- Wiesner, Hartmut (* 1944), deutscher Maler, Bildhauer und Hochschullehrer
- Wiesner, Heike (* 1966), deutsche Soziologin
- Wiesner, Heinrich (1925–2019), Schweizer Schriftsteller
- Wiesner, Henning (* 1944), deutscher Tierarzt und Zoodirektor
- Wiesner, Herbert (* 1937), deutscher Literaturwissenschaftler und LiteraturkritikerHerbert Wiesner (* 1937)

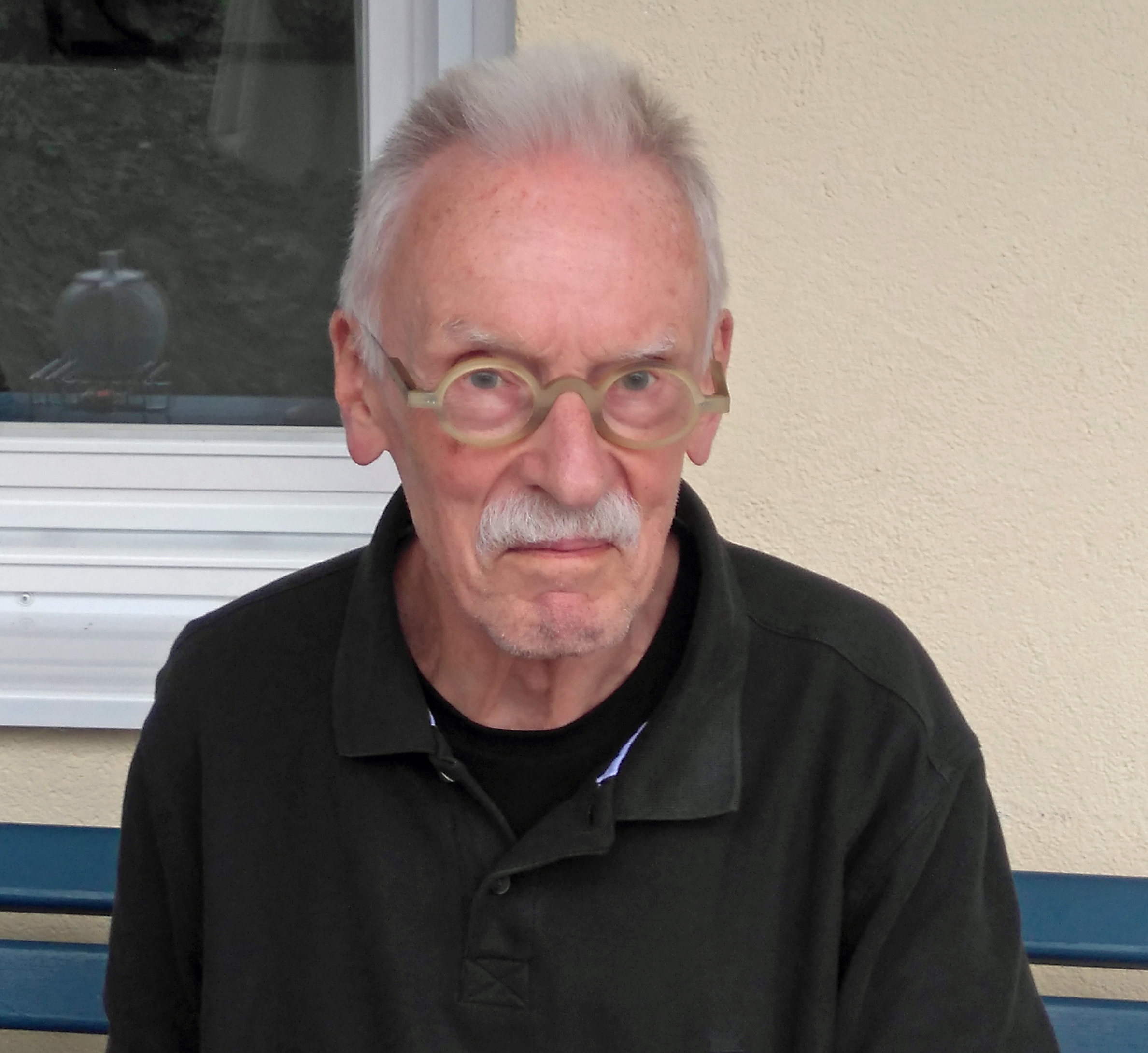
Herbert Wiesner (* 1937)

- Wiesner, Hugo (* 1883), österreichischer Fußballnationalspieler
- Wiesner, Jannes (* 2003), deutscher Volleyballspieler
- Wiesner, Jerome (1915–1994), US-amerikanischer Elektroingenieur und Wissenschaftsorganisator
- Wiesner, Joachim (1934–2009), deutscher Politikwissenschaftler
- Wiesner, Johann Samuel (1723–1780), deutscher evangelischer Theologe und Orientalist
- Wiesner, Joseph (1913–1975), deutscher Klassischer Archäologe
- Wiesner, Julius (1838–1916), österreichischer Botaniker
- Wiesner, Jürgen (* 1938), deutscher Altphilologe
- Wiesner, Jürgen (* 1955), deutscher Maler
- Wiesner, Ken (1925–2019), US-amerikanischer Hochspringer
- Wiesner, Knut (* 1954), deutscher Wirtschaftswissenschaftler
- Wiesner, Kurt (1907–1967), deutscher evangelisch-lutherischer Theologe und Hochschullehrer
- Wiesner, Leopold (1876–1945), deutscher Verwaltungsjurist, Regierungsbeamter und Industriemanager
- Wiesner, Ljubo (1885–1951), kroatischer Dichter und Übersetzer
- Wiesner, Lothar (* 1923), deutscher Fußballspieler und -trainer
- Wiesner, Manfred (* 1940), deutscher Ruderer
- Wiesner, Maria, Journalistin und Autorin
- Wiesner, Martin (* 1958), deutscher Fußballspieler
- Wiesner, Michael (* 1984), deutscher Schauspieler, Synchronsprecher und Sänger
- Wiesner, Otto (1910–2006), deutscher Schriftsteller, Kommunist und NS-Opfer
- Wiesner, Paul (1855–1930), deutscher Regattasegler
- Wiesner, Reinhard (* 1945), deutscher Herausgeber, Ministerialrat a. D. und Honorarprofessor für Jugendhilferecht
- Wiesner, René (* 1987), deutscher Filmproduzent und Filmregisseur
- Wiesner, Richard (1875–1954), österreichischer Pathologe und Bakteriologe
- Wiesner, Robert (* 1953), österreichischer Fernsehjournalist und Moderator
- Wiesner, Rudolf Ernst (1890–1973), deutscher Politiker (NSDAP), MdR, Mitglied des polnischen Senats
- Wiesner, Sandro (* 1966), deutscher Offizier, Brigadegeneral des Heeres der Bundeswehr
- Wiesner, Sepp (1927–2002), österreichischer Politiker (FPÖ), Landesrat
- Wiesner, Stefan (* 1961), Schweizer Koch
- Wiesner, Stefan, deutscher Fallschirmspringer
- Wiesner, Stephen (1942–2021), US-amerikanisch-israelischer Physiker
- Wiesner, Susanne (* 1991), deutsche Schauspielerin, Musikerin und FernsehmoderatorinSusanne Wiesner (* 1991)

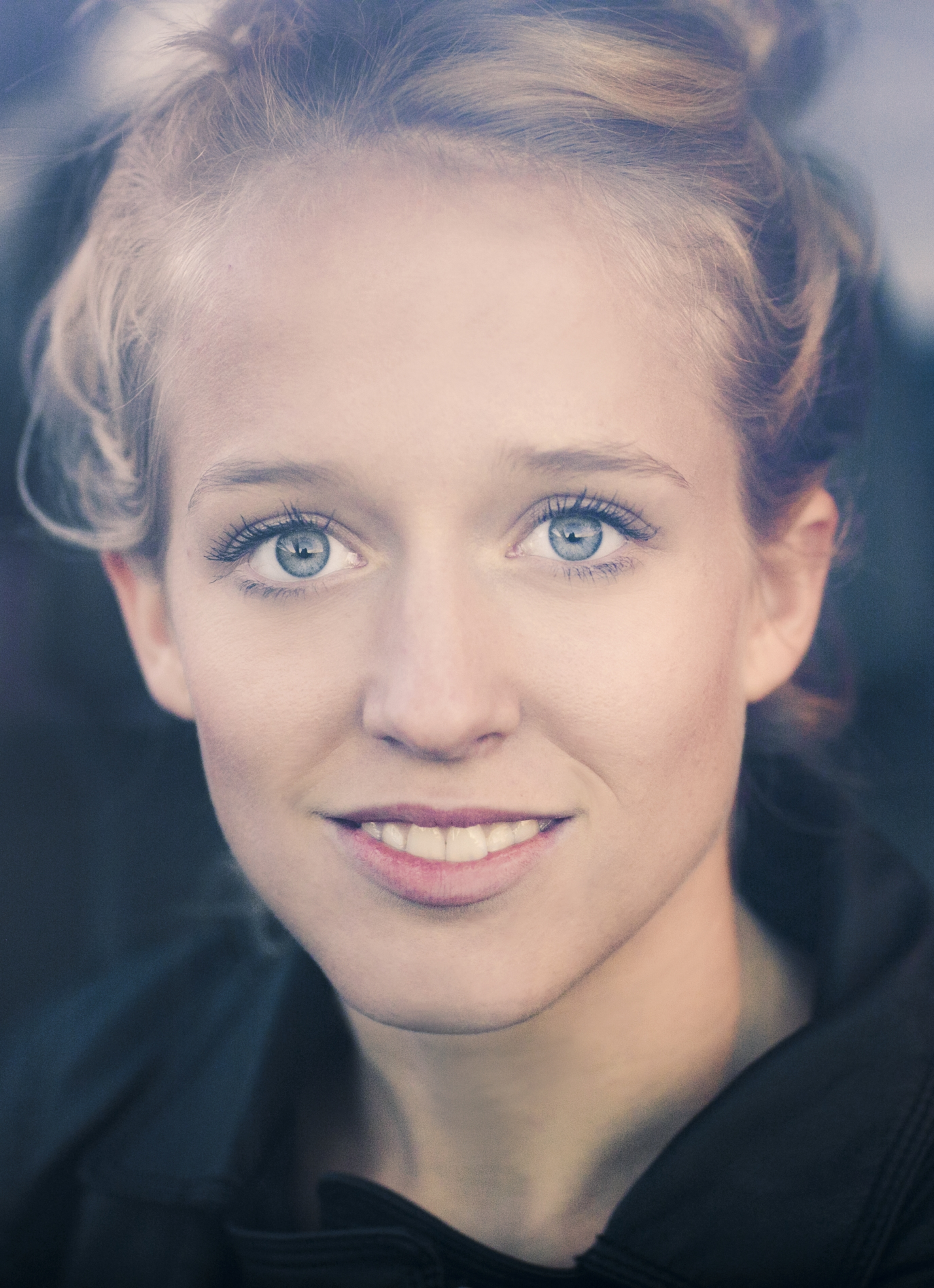
Susanne Wiesner (* 1991)

- Wiesner, Tim (* 1996), deutscher Fußballtorhüter
- Wiesner, Tobias (* 1990), deutscher Fußballspieler
- Wiesner, Tommy (* 1990), deutscher Theaterschauspieler und Theaterregisseur
- Wiesner, Ulla (* 1940), deutsche Sängerin
- Wiesner, Urs (* 1961), Schweizer Jazzmusiker (Mallet-Instrumente, Komposition)
- Wiesner, Werner (1902–1974), deutscher protestantischer Theologe und Hochschullehrer
- Wiesner, Werner (* 1928), deutscher Fußballspieler
- Wiesner, Wilhelm (1868–1934), deutscher Politiker und Bürgermeister von Bergedorf
- Wiesner, Willi (1898–1952), deutscher Produktions- und Herstellungsleiter beim Film
- Wiesner, Wolfgang (* 1935), deutscher Diplomat und Botschafter
- Wiesner, Wolfgang (* 1967), deutscher Fußballtorhüter
- Wiesner-Floimair, Judith (* 1966), österreichische Tennisspielerin
- Wiesner-Holtzmann, Petra (* 1956), deutsche Politikerin (DDR-CDU, CDU), MdL

### Wiess
- Wiessalla, Josef (1898–1945), deutscher Schriftsteller und Journalist
- Wiesse León, Alejandro Adolfo (* 1972), peruanischer römisch-katholischer Ordensgeistlicher und Apostolischer Vikar von Requena
- Wießmann, Hans (1888–1935), deutscher Agrikulturchemiker und Bodenkundler
- Wießmeier, Julian (* 1992), deutscher FußballspielerJulian Wießmeier (* 1992)

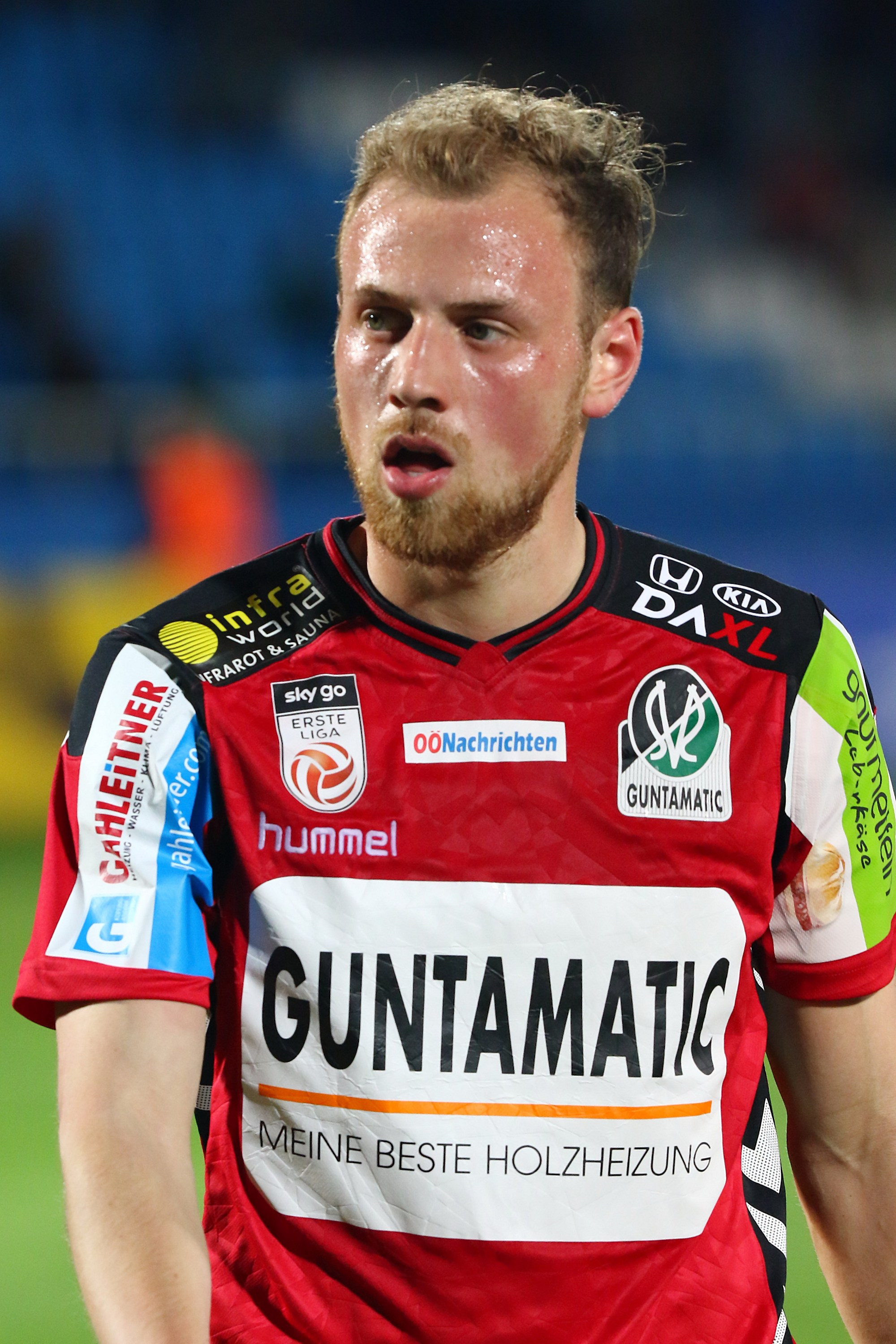
Julian Wießmeier (* 1992)

- Wießner, Bernhard, deutscher Filmeditor
- Wießner, Christian Heinrich (1703–1767), kursächsischer Amtmann
- Wießner, Conrad (1796–1865), deutscher Maler und Stahlstecher
- Wiessner, Fritz (1900–1988), deutsch-amerikanischer Bergsteiger
- Wießner, Gernot (1933–1999), deutscher Orientalist
- Wiessner, John Frederick (1831–1897), deutscher Brauer und Gründer der John F. Wiessner Brewing Company in Baltimore
- Wiessner, Max (1885–1946), deutscher Zeitungsverleger
- Wiessner, Polly (* 1947), US-amerikanische Anthropologin und Hochschullehrerin
- Wießner, Rudolf (1927–2001), deutscher Politiker (SED), FDGB-Funktionär

### Wiest
- Wiest, Alois von (1810–1890), deutscher Richter und Politiker
- Wiest, Anton (1801–1835), deutscher Arzt und Botaniker
- Wiest, Brianna (* 1992), US-amerikanische Schriftstellerin
- Wiest, Dianne (* 1948), US-amerikanische SchauspielerinDianne Wiest (* 1948)

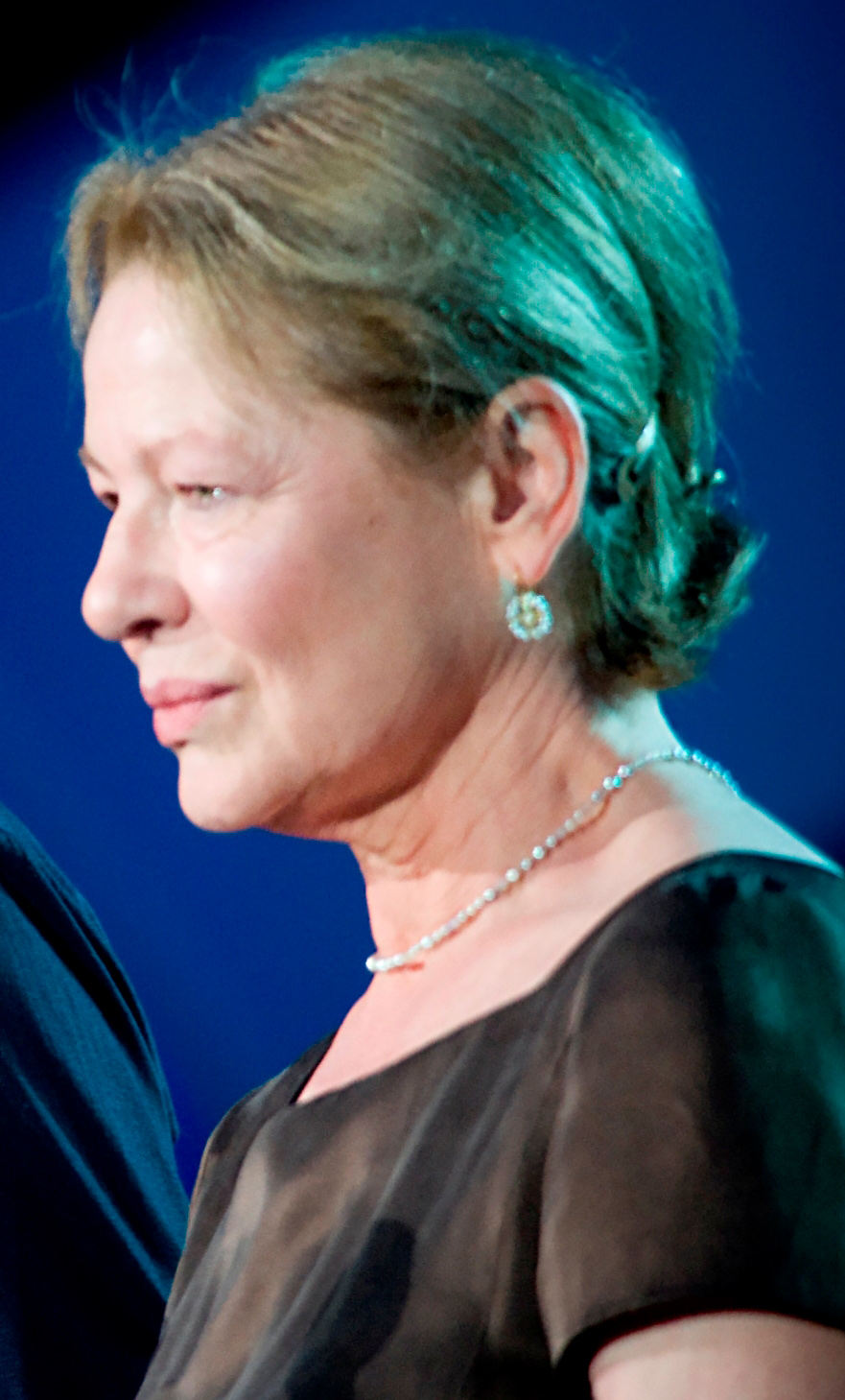
Dianne Wiest (* 1948)

- Wiest, Elisabeth († 1458), Äbtissin von Lichtenthal
- Wiest, Finn (* 1998), deutscher Jazzmusiker (Schlagzeug, Komposition)
- Wiest, Franz (1814–1847), österreichischer Journalist und Musikkritiker
- Wiest, Friedrich (1937–2012), deutscher Künstler
- Wiest, Fritz (1895–1983), deutscher kommunistischer Gewerkschaftsfunktionär und Widerstandskämpfer gegen das NS-Regime
- Wiest, Kristina, deutsche Fußballspielerin
- Wiest, Olaf, deutschamerikanischer Chemiker
- Wiest, Sally (1866–1952), deutsche Malerin
- Wiest, Susanne (* 1967), deutsche Aktivistin für das Bedingungslose Grundeinkommen
- Wiest, Wilhelm (1803–1877), deutscher Jurist und Politiker
- Wiester, Wolfgang (1936–2016), deutscher Jurist und Richter am Bundessozialgericht
- Wiestler, Otmar (* 1956), deutscher MedizinerOtmar Wiestler (* 1956)

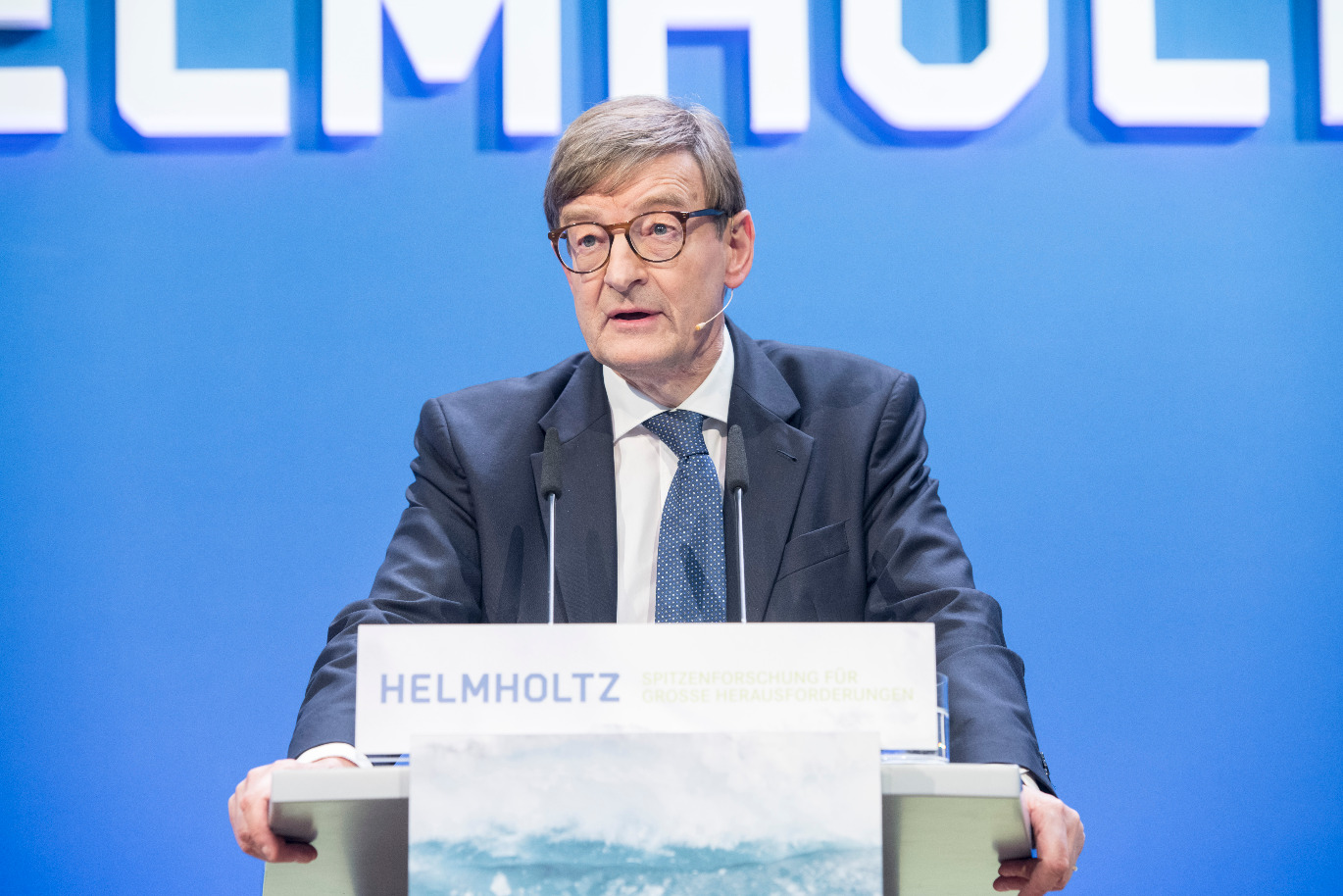
Otmar Wiestler (* 1956)

- Wiestner, Serafin (* 1990), Schweizer Biathlet
- Wiestner, Till (* 1994), Schweizer Biathlet

### Wiesw
- Wiesweg, Michael (* 1960), deutscher Kameramann

### Wiesz
- Wieszczek, Agnieszka (* 1983), polnische Ringerin
- Wieszczycki, Tomasz (* 1971), polnischer Fußballspieler
- Wieszt, Jonas (* 1992), deutscher Fußballtorwart